# Korthalsia zippelii
Korthalsia zippelii är en enhjärtbladig växtart som beskrevs av Carl Ludwig von Blume. Korthalsia zippelii ingår i släktet Korthalsia och familjen Arecaceae. Inga underarter finns listade i Catalogue of Life.